# Plusidia cheiranthi
Plusidia cheiranthi là một loài bướm đêm trong họ Noctuidae.